# Toutouyoutou (série télévisée)
Production
Diffusion
Toutouyoutou est une série télévisée française créée par Géraldine De Margerie et Maxime Donzel.
La première saison est diffusée en France du 8 septembre au 6 octobre 2022 sur OCS Max et aa seconde à partir du 27 août 2024 sur Ciné+ OCS. Au Québec, elle a été diffusée sur TV5 Québec Canada.
Cette fiction, dont le titre fait référence au générique de l'émission télévisée d'aérobic Gym Tonic de Véronique et Davina dans les années 1980, est une production de la société française Agat Films & Cie - Ex Nihilo pour la chaîne de télévision d'Orange OCS Max dans la série OCS Signature, réalisée avec le soutien de la région Occitanie.

## Synopsis
Récit d'émancipation féministe, sur fond d'espionnage industriel transatlantique 

## Distribution
- Claire Dumas : Karine
- Alexia Barlier : Jane, la coach d'aérobic
- Sophie Cattani : Mapi
- Apollonia Luisetti : Violette
- Souad Arsane : Naïma
- Jérôme Pouly : Didier, le mari de Karine
- Nina Simonpoli-Barthelemy : Laura
- Laïs Salameh : Selim
- Océane Maury : Virginie
- Jean-Claude Baudracco : Pierrot
- Corinne Mariotto : Françoise
- Janis Abrikh : Tom

## Production

### Genèse et développement
La série est créée par Géraldine De Margerie, Maxime Donzel et Benjamin Adam, et réalisée par Julien Patry,.
Les auteurs de la série Géraldine de Margerie et Maxime Donzel confient : « Notre point de départ était l'envie de parler des années 80, lorsque la culture américaine est arrivée dans sa forme culture de masse tel un raz de marée. C'est un souvenir d'enfance, un vrai changement de paradigme. L'envie de parler de cette époque donc, mais aussi de la région toulousaine où l'industrie aéronautique tient une place essentielle. L'envie enfin d'une série très féminine ».
Lors d'un point presse à l'occasion du festival Séries Mania, Maxime Donzel précise : « Les années 80 marquent un tournant libéral. Nous voulions montrer la rencontre entre la France post-Giscard, qui était marron-beige, et l'Amérique haute en couleur ».

### Tournage
La série a été entièrement tournée à Toulouse et dans sa région.

### Fiche technique
Sauf indication contraire, les informations mentionnées dans cette section peuvent être confirmées par la base de données cinématographiques Allociné,  présente dans la section « Liens externes ».
- Titre français : Toutouyoutou
- Genre : Comédie
- Production : David Coujard[2]
- Sociétés de production : Agat Films & Cie - Ex Nihilo[2]
- Réalisation : Julien Patry[2]
- Scénario : Géraldine De Margerie, Maxime Donzel, Benjamin Adam[2]
- Musique : Feu! Chatterton[3]
- Décors : Denis Hager[3]
- Costumes : Cristine Guegan[3]
- Photographie : Laetitia de Montalembert[3]
- Son : Franck Flies[3]
- Montage : Léo Gatelier, Stéphanie Pelissier[3]
- Pays de production :  France
- Langue originale : français
- Format : couleur
- Nombre de saisons : 1
- Nombre d'épisodes[2],[3] : 10
- Durée : 26 minutes[2],[3]
- Dates de première diffusion : 
  -  France : 8 septembre 2022 sur OCS Max[2],[7]

## Épisodes

### Saison 1
1. Who's That Girl?
2. Can't Take My Eyes Off You
3. Alive and Kicking
4. Owner of a Lonely Heart
5. Just Can't Get Enough
6. Take My Breath Away
7. Another One Bites the Dust
8. Don't Give Up
9. Confidence pour confidence
10. With or Without You

### Saison 2
1. Upside down
2. Partenaire Particulier
3. Sex Crimes
4. Video Killed the Radio Star
5. This Charming Man
6. One Step Beyond
7. Devil Inside
8. Mise au point
9. Russians
10. Friends will be Friends

## Accueil

### Réception critique
Pour Audrey Fournier, du journal Le Monde, « Il ne faut pas se fier au titre en forme de clin d'œil nostalgique » : « Comme dans sa grande sœur américaine Physical (sur Apple TV+), l'aérobic sert de prétexte à un récit d'émancipation féministe, ici sur fond d'espionnage industriel transatlantique ».
Jérémy Mingot, du magazine hebdomadaire Télé-Loisirs, apprécie beaucoup la série : « Envie de légèreté et de replonger dans une époque où l'insouciance était encore permise ? Jetez-vous sur la nouvelle production française d'OCS. Toutouyoutou nous plonge avec délice dans la douce nostalgie des 80's. Le gros point fort de Toutouyoutou est indéniablement son casting féminin. Si vous cherchez une petite série fort divertissante devant laquelle les rires se multiplient, Toutouyoutou n'attend que vous ! ».
Eva Roque, de France Inter, surenchérit : « Derrière le côté loufoque de cette série de Julien Patry se cache un tableau très intéressant des années 80, servi par une reconstitution parfaite des décors de l'époque avec un souci du détail impressionnant. Par ailleurs, le rapport au travail, à la vie de couple, à l'éducation, la façon de consommer, l'américanisation de la société, mais surtout l'émancipation féminine sont évoqués avec humour et avec un regard critique réjouissant. Le personnage de la prof d'aérobic campé par l'excellente Alexia Barlier, par exemple, devient le symbole de cette Amérique conquérante et positive face à une France vieillissante qui découvre à peine Bernard Tapie ».
Céline Fontana, du Figaro Magazine, souligne que « la série séduira les nostalgiques des eighties mais pas que. Rencontre choc entre la France post-giscardienne un brin grisâtre et le flashy made in USA, cette comédie douce-amère, une « dramédie » comme sait si bien les faire OCS (voir QI, Les Grands, Irresponsable), évoque ainsi l'émancipation de ces femmes, jusque-là coincées dans leur époque et dans leur existence. ».
Pour le site CineReflex, la série présente « dix épisodes totalement addictifs. Aérobic et espionnage industriel, voilà un combo original… et totalement réussi ! Les nostalgiques des années 80 se replongeront avec délectation dans cette décennie qui voit déferler l'américanisation de masse en France. Karine et ses copines découvrent, en plus de l'aérobic, les cheeseburgers, les bagels ou encore le Diet Coke. Mais Toutouyoutou est avant tout une histoire d'émancipation féminine, celui de quatre femmes au profil totalement différent. Et c'est justement dans son casting féminin que la série trouve toute sa réussite. Claire Dumas, Alexia Barlier, Sophie Cattani, Souad Arsane et Apollonia Luisetti incarnent à la perfection des personnages hauts en couleur, et très attachants. Au fil des épisodes, leur métamorphose est un réel plaisir à suivre, là où les personnages masculins oscillent tous entre losers et crétins. Présentée en mars dernier au Festival Séries Mania de Lille, cette première saison de Toutouyoutou est une réussite totale. C'est drôle, touchant, avec une pointe de feel good et de nostalgie tout droit venue des années 80. Dix épisodes d'environ 25 minutes chacun qui se dévorent d'un trait, et qui espérons-le, seront suivis d'une deuxième saison ».
Lucie Reeb, du site Allociné, estime que « Maxime Donzel et Géraldine de Margerie nous offrent une série décalée et originale à l'humour pinçant. Si les premiers épisodes peinent à nous captiver, nous sommes cependant très vite emportés dans cette intrigue d'espionnage singulière sur fond d'années 80. Véritable ovni, Toutouyoutou est une série qui se consomme sans modération ».

### Distinctions

#### Récompenses
En mars 2022, la série est présentée en avant-première au Festival Séries Mania organisé à Lille et obtient le prix de la Meilleure musique originale, composée par le groupe pop rock français Feu! Chatterton,.